# Passage Saint-Sabin
Le passage Saint-Sabin est une voie du 11e arrondissement de Paris, en France.

## Situation et accès
Le passage Saint-Sabin est situé dans le 11e arrondissement de Paris. Il débute au 31, rue de la Roquette et se termine au 14, rue Saint-Sabin.

## Origine du nom
Cette voie tient son nom de la rue éponyme proche, nommée d'après Charles-Pierre d'Angelenne de Saint-Sabin, écuyer, avocat au Parlement, échevin de Paris de 1775 à 1777.

## Historique
Le passage Saint-Sabin se trouve exactement à l'emplacement de l'ancienne voirie de la porte Saint-Antoine qui est indiquée sur la planche 5 du plan de Turgot. Cette décharge a été comblée à la fin du XVIIe siècle.

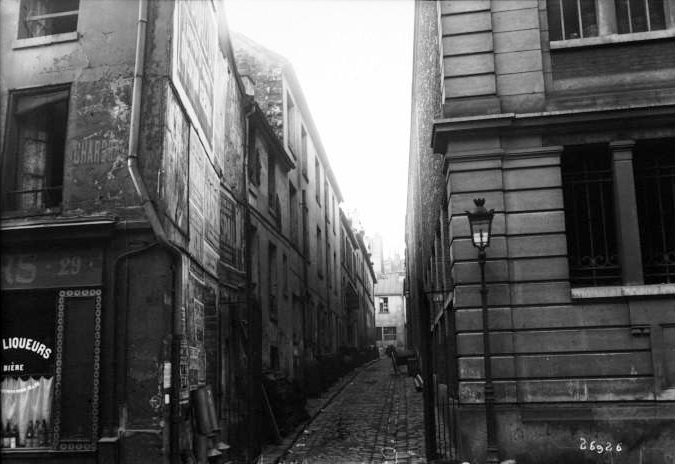
Le passage Saint-Sabin en 1913.